# Георги Вълев
Георги Димов Вълев е български революционер, деец на Вътрешната македоно-одринска революционна организация.

## Биография
Вълев е роден в 1868 година в странджанското градче Малко Търново, тогава в Османската империя, днес в България. В 1900 година влиза във ВМОРО, заклет от Димо Янков и Райко Петров. Работи като легален деец, куриер до нелегалните чети. Снабдява четите на Георги Константинов и Петко Пухов, превежда и настанява в града нелегални четници, доверен човек е на войводите Георги Кондолов и Стоян Камилски. Заподозрян е от властите и поставен под наблюдение и след предупреждение от приятел турчин става нелегален четник в четата на Георги Константинов.
На 30 април 1943 година, като жител на Варна, подава молба за българска народна пенсия, която е одобрена и пенсията е отпусната от Министерския съвет на Царство България.